# 陀螺儀

定軸陀螺儀

偏軸陀螺儀

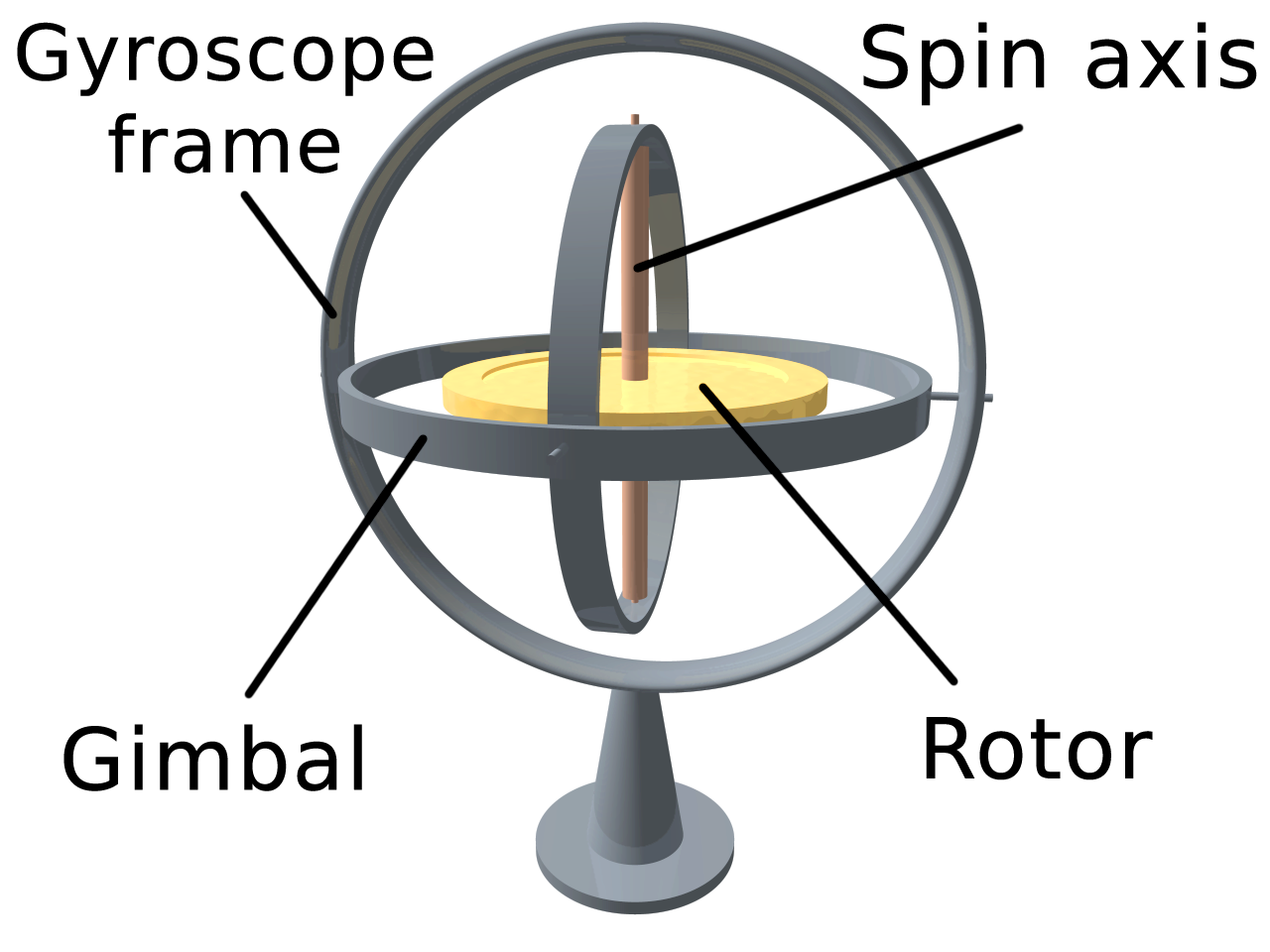
迴轉儀的構造

三軸

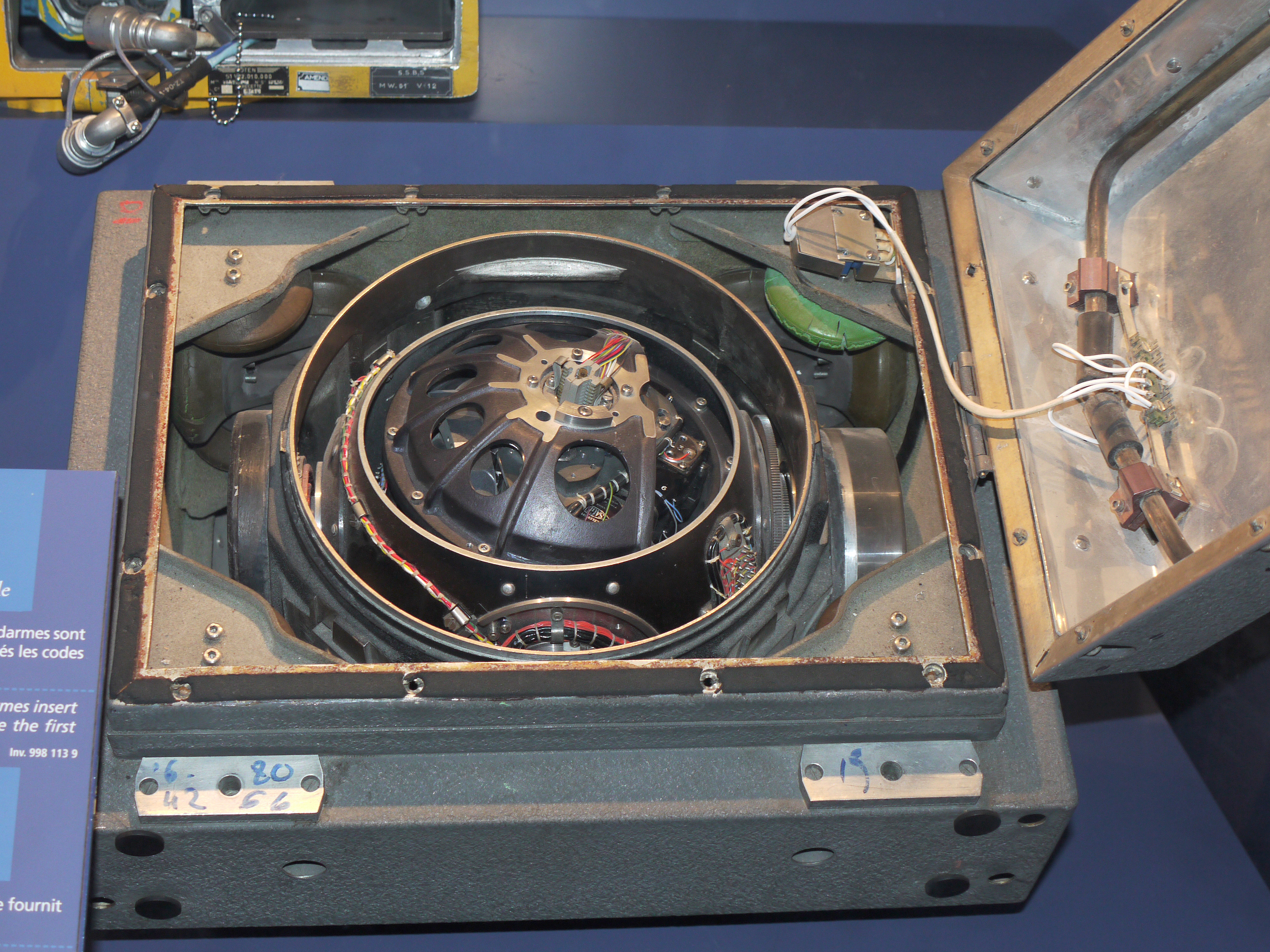
早期的惯性导航系统

陀螺儀（英語：gyroscope），是一種基於角動量守恆定律，用來感測與維持方向的裝置。陀螺儀主要是由一個位於軸心且可旋轉的轉子構成。由於轉子的角动量，陀螺儀一旦開始旋轉，即有抗拒方向改變的趨向。
陀螺儀多用於惯性導航系統，如哈勃空间望远镜、潜水艇。由于其精确性，陀螺经纬仪中也使用陀螺儀来保持隧道采矿的方向。在船舶、飞机和航天器、一般车辆中，陀螺仪可用于陀螺罗盘以辅助或取代磁罗盘，或作为惯性导航系统的一部分。
MEMS陀螺仪在一些消费电子产品（如智能手机）中很常见。

## 歷史
1852年法國的物理學家莱昂·傅科為了研究地球自轉，首先發現高速轉動中的轉子（rotor），由於慣性作用它的旋轉軸永遠指向一固定方向，他用希臘文gyro（旋轉）和skopein（看）兩字合為gyroscopei一字來命名這種儀錶。
1860年代，電動馬達的演進使得陀螺儀能夠無限旋轉，進而誕生了第一組航向指示器的原型，甚至是更複雜的儀器——迴轉羅盤。首組能工作的迴轉羅盤於1904年由德國發明家赫爾曼·安修斯·康菲申請專利，美國人艾爾默·斯派理在一年後也提出了他自己的設計。其他國家很快地便發覺到陀螺儀在軍事方面的重要性——在這個航行技術為最重要的軍事力量指標的年代，因而創立了他們自己的陀螺儀工業。斯派理陀螺儀公司快速擴張並供應飛機與船艦的穩定器，其他陀螺儀開發商也跟進。
到了20世紀末，原本只在飛機、導彈上存在的陀螺儀逐步民用化，也從機械結構邁入電子時代，使用的原理也不盡相同，然而他們的價格依舊昂貴，感應器集成度也不高，只會用在大型儀器上，但21世紀以來，因為智慧型手機產業的進步，陀螺儀的體積不斷縮小，使得原本笨重而昂貴的陀螺儀忽然變成唾手可得的零組件，也帶動了小型無人機的發展。

## 結構
陀螺儀的裝置，一直是航空和航海上航行姿態及速率等最方便實用的參考儀錶。
基本上陀螺儀是一種機械裝置，其主要部分是一個對旋轉軸以極高角速度旋轉的轉子，轉子裝在一支架內（見圖一a）；在通過轉子中心軸XX1上加一內環架，那麼陀螺儀就可環繞飛機兩軸作自由運動；然後，在內環架外加上一外環架；這個陀螺儀有兩個平衡環，可以環繞飛機三軸作自由運動，就是一個完整的空间陀螺儀（space gyro）。

## 特性
陀螺儀用在飛機飛行儀錶的心臟地位，是由於其兩個基本特性：一為定軸性（inertia 或 rigidity），另一是逆動性（precession），這兩種特性都是建立在角動量守恆的原則下。 

### 定軸性
物体维持自身转动状态并对抗改变的能力称为转动惯量，其由相对于特定旋转轴的质量分布决定，对多质点物体转动惯量 {\displaystyle \textstyle I=\sum _{i=1}^{N}{m_{i}r_{i}^{2}}}，概言之：质量越大、对轴距离越远，转动惯量越大。一方面陀螺转子的对轴对称性结构使得其具备了同质量物体较大的对轴转动惯量，意味着其在同阻力扭矩情况下能够更长时间保持原始运动状态；另一方面在轴的、小摩擦与无角自由度限制的支点使得外力无法藉此产生较大且有效的阻力扭矩；因此當陀螺轉子以極高速度旋轉時，其转动得以维持并保持其轴指向一個相对固定的方向，這種物理現象稱為陀螺儀的定軸性或慣性。
在運轉中的陀螺儀，如果外界施一力在轉子上，此力对支点的力矩当可分解为顺轴方向和垂直于轴方向两个分力矩；前者使陀螺加速、减速，但不会改变转轴方向；后者的时间积分将会逐渐改变转动方向（通常是短时较小而随时间逐渐积累增大），并产生相对于原轴的章动（新的旋转轴原轴旋转，如转速降低时陀螺受重力作用时的非垂直旋转）。

### 逆動性
在運轉中的陀螺儀，如果外界施一作用或力矩在轉子旋轉軸上，則旋轉軸並不沿施力方向運動，而是順著轉子旋轉向前90度垂直施力方向運動，此現象即是逆動性。逆動性的大小也有三個影響的因素：外界作用力愈大，其逆動性也愈大；轉子的转动惯量愈大，逆動性愈小；轉子的角速度愈大，逆動性愈小。而逆動方向可根據逆動性原理取決於施力方向及轉子旋轉方向。

## 外部連結
- The Precession and Nutation of a Gyroscope （页面存档备份，存于）
- Everything you needed to know about gyroscopes （页面存档备份，存于）
- Videos of gyroscopes working （页面存档备份，存于）
- Project in which gyroscopes are used to drive a robotic arm （页面存档备份，存于）
- Theory and Design of Micromechanical Vibratory Gyroscopes Vladislav Apostolyuk